# José Cardel

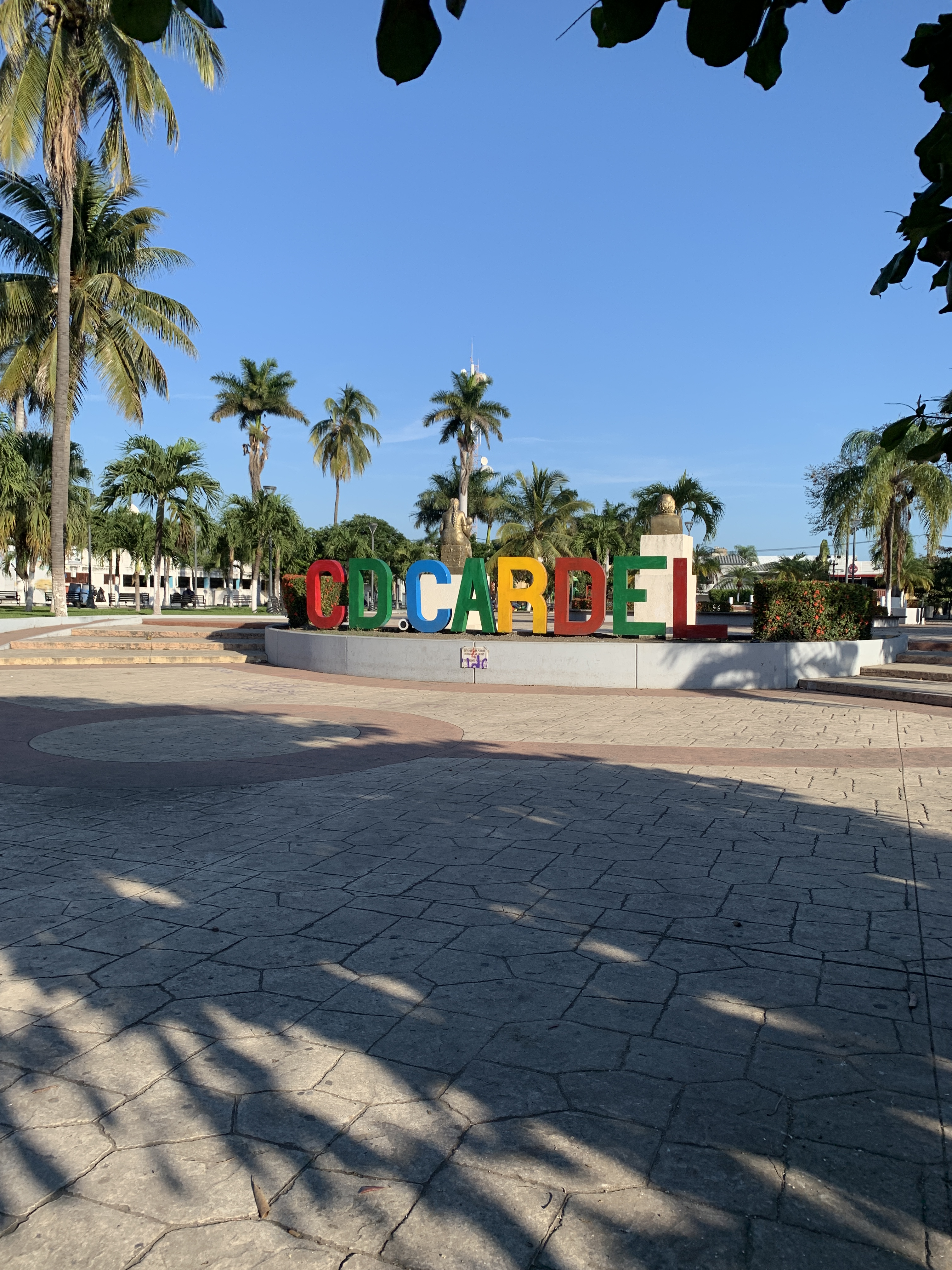
Parque central de José Cardel

José Cardel es una ciudad mexicana, cabecera del municipio de La Antigua, en la región central del estado de Veracruz. De acuerdo al censo del año 2020 la localidad tiene un total de 20,165 habitantes.
Situada a 30 km de distancia al norte de la ciudad  de Veracruz, es el cruce de caminos y paso obligado de la carretera federal 180 que comunica a la región costera del Golfo de México de Norte a Sur y la carretera federal 140 que comunica al Puerto de Veracruz con el centro del país.

## Historia
Ciudad Cardel comenzó como una pequeña villa construida a las orillas de la vía del Ferrocarril Interoceánico, cuando se construyó el Ingenio El Gallo Verde, que actualmente es llamado El Modelo. Muchas familias que comenzaron a trabajar ahí construyendo casas humildes a las orillas; más tarde el mismo ingenio azucarero otorgó algunos terrenos a sus trabajadores, en la colonia llamada El Modelo.
La H. Legislatura y el gobernador del estado, exigieron el decreto No. 76, ordenando que a partir del primero de enero de 1913, la cabecera municipal se cambia de antigua a la congregación de San Francisco de las Peñas. Cuando se levantó el censo de población, San Francisco de las Peñas era una congregación que contaba 420 habitantes, entonces surgían las inquietudes agrarias.
A principios de febrero de 1923, se llevó a cabo la comisión organizadora de una central campesina estado, que fue auspiciada por el sindicato de inquilinos, encabezada por Herón Proal, determinó verificar una gira por diferentes poblados de la región, todos los comités comisariados de la región, se interesaron por la formación de ésta central campesina, que sería a la postre la liga de comunidades agrarias. Cardel fue uno de los fundadores, cuando se logró en Xalapa la convención el 23 de marzo de 1923, quedando dentro de la mesa directiva en calidad de primer secretario; es decir, el segundo del presidente, que fue uno sólo Galván del seguido en la liga pudo desarrollar amplia labor en beneficio de los campesinos, cuando Galván fue enviado a Moscú por el gobernador Tejeda, a fines de octubre de 1923, Cardel quedó al frente de esta institución.
En 1924 los habitantes de San Francisco de las Peñas hicieron gestiones ante el gobierno del estado para formar fundo legal, y pues es de suponerse que la población estaba constituida por humildes casitas aliadas en ambos lados de la vía del ferrocarril, en la calle principal,  se estableció la Escuela Primaria "Gral. Juan de la Luz Enríquez".
La H. Legislatura y gobernador Heriberto Jara, rubricaron el decreto No. 139 que ordenó que a partir del día que entre en vigor este decreto, el pueblo de San Francisco de las Peñas, que al efecto se verá la categoría de Villa, y que es cabecera del municipio de La Antigua, se denominará Villa José Cardel, en memoria del mártir agrarista de ese nombre. Actualmente ciudad Cardel.

### El Fundo Legal
El fundo legal de San Francisco de las Peñas inició en el año de 1924. El presidente municipal de La Antigua, con fecha 10 de noviembre, manifestó el Secretario General de Gobierno, que los terrenos que solicitaban varios vecinos se encontraban enclavados dentro del perímetro de poblado y eran propiedad de señor x.
El 3 de julio de 1929, el C. Adalberto Tejeda, gobernador constitucional del estado, expidió su decreto sin número, por el cual declaró de utilidad pública la afición de 99-D.F. 70 hectáreas para formar fundo a la villa de José Cardel, ordenando se hiciera saber esta resolución a los propietarios de los terrenos que resultaron afectados, para qué, dentro del término de diez días contados a partir de la fecha de la notificación, manifestaron si estaban dispuestos a ceder o vender por la cantidad que resultara, tomando como base el valor fiscal más el 10% que marca la ley, la extensión del terreno de su propiedad, necesaria para el efecto indicado según el plano levantado. Las autoridades municipales de la citada Villa hicieron gestiones para que se les autorizará vender los lotes del fundo legal y tomar ese dinero para realizar obras materiales.
El 16 de mayo de 1931, la H. Legislatura expidió su decreto No. 23, y ordenó la segregación del municipio del Puente Nacional la parte del terreno correspondiente a la ranchería denominada El Capricho, quedando anexada al municipio de La Antigua, y particularmente a la población de Cardel.
El 9 de noviembre de 1966, el C. presidente municipal de José Cardel se dirigió al jefe del departamento de bienes del estado, manifestando la que se dio autorización al C. Agente del Ministerio Público para intervenir en los trámites que se relacionaba con la versión de un grupo de vecinos integrantes de la sociedad de padres de familia esta localidad, iniciaron la expropiación de diez metros cuadrados, propiedad de la señora Raquel Rebolledo Lara, para prácticas deportivas.
6 de diciembre de 1968, Baltasar Ortega Cueto, presidente municipal de Villa Cardel, declaró que las ventas de los lotes del fundo legal se habían efectuado.

### José Cardel: Una nueva ciudad veracruzana
A instancias del H. Ayuntamiento de La Antigua, Cardel fue elevada a la categoría de ciudad según decreto No. 70 con fecha octubre 30 del año 1975 expedido por la Quincuagésima Legislatura del Estado Libre y Soberano de Veracruz-Llave y sancionado el 5 de noviembre de 1975 por el C. Lic. Rafael Hernández Ochoa Gobernador Constitucional del Estado de Veracruz.
La Ciudad de Cardel cuenta con un mercado central, que ya tiene más de treinta años en servicio a la comunidad cardelense, entre sus primeros servidores están: Servicio Agrotécnico, Los 3 Reales, La Dulcería El Bomboncito, La Panadería La Palma, Jugos Chapala, Madereria Castro y otros comercios establecidos formalmente que ya no existen como La Zapaterías Azteca y Abel, La Panadería La Espiga de Oro, Telas y Novedades Castillo, Zapatería y Deportes Castillo, Mueblerías Casa Perdomo y Solis, Materiales de Construcción Rodríguez y Venegas, Paleterias Yola, La Casa Noval, Las Sombrererias La Tehuacanera, La Palma, Novedades Aida, Autobuses Teziutecos, Juguerías y Neverias Vallarta y Barradas.

## Crecimiento
Cardel en los últimos años ha presentado un crecimiento comercial significativo para una localidad de su tipo. Cuenta con una marca regional de un formato de minisuper llamado "Super 3 Flores"; también cuenta con la llegada de nuevos negocios a la ciudad, actualmente tienen presencia sucursales y franquicias de cadenas comerciales como Oxxo, Telas Parisina, Farmacias del Ahorro, Chedraui, Farmacias Guadalajara, Coppel, Grupo Elektra, Bodega Aurrera, Super X24, The Italian Coffee Company, Pasteleria Champlitte, Zapaterías México, Bola de Oro. Las compañías que brindan servicios de telecomunicaciones en esta área son Telmex y Megacable Comunicaciones.
En Ciudad Cardel hay escuelas para la formación académica de sus habitantes, desde preescolar hasta nivel superior; actualmente se cuenta con dos escuelas privadas donde se ofrecen algunas carreras a nivel licenciatura, pero la gran mayoría de los estudiantes se preparan en las universidades de la Ciudad de Veracruz y la Ciudad de Xalapa, existen también escuelas con carreras técnicas.
En Ciudad Cardel también se localizan sucursales de los principales bancos comerciales que operan en el país: Banco Santander, BBVA Bancomer, HSBC, City Banamex Banco Azteca, y Bansefi. Dentro del primer cuadro de la ciudad se pueden encontrar algunos hoteles y restaurantes para locales y visitantes que ofrecen variedades a todo tipo de presupuesto.
Entre los principales negocios que se encuentran también en Cardel son: Gimnasios, tiendas de ropa, negocios especializados en agroindustria, farmacias, bares, discotecas, escuelas de baile, escuelas con enseñanza en tecnología e idiomas, establecimientos de fuentes de sodas, restaurantes de comida rápida, mueblerías, servicios automotrices entre otros.
También cuenta con dos centros de distribución de marcas como Coca Cola, Pepsico y embotelladoras de agua de marcas locales.

## Economía local
Sus principales ingresos provienen de la industria azucarera, contando con un ingenio azucarero en la ciudad, El Ingenio "El Modelo", y otro a muy corta distancia (Ingenio La Gloria) los cuales son la base de la economía en la zona. En el pasado, Cardel tuvo un alza económica con la construcción a pocos kilómetros de la Central Nucleoeléctrica Laguna Verde en la década de 1980, Esto, junto con la unión de la carretera Federal 180 Matamoros-Puerto Juárez ha provocado la llegada de diversas franquicias a la ciudad, provenientes del Puerto de Veracruz y de la Capital, Xalapa.

## Clima
En la región predomina un clima tropical con régimen térmico cálido-regular, con lluvias abundantes en el verano y a principios del otoño, y en el invierno de menor intensidad por la influencia de los vientos del norte , con temperaturas máximas de 33.1 °C en el mes de mayo (1993 a 2003, de acuerdo a los datos del ERIC III, pero actualmente se llegan a registrar en la zona temperaturas de hasta 40 °C) y con una temperatura mínima de 16.4 en el mes de enero (ERIC III), la época de lluvias se presenta a finales del mes de mayo y termina a principios del mes de noviembre en estos meses se tiene en promedio una precipitación de 167.8 mm, la humedad relativa en promedio anual es de 79%.